# 로드 FC 어워즈
로드 FC 어워즈는 대한민국의 종합격투기 단체 로드 FC가 매년 12월 개최하는 시상식이다.

## 개요
로드 FC 어워즈는 대한민국의 종합격투기 단체 로드 FC가 한 해 동안 최고의 활약을 보여 준 선수들의 공로를 치하 한다는 목적으로 2013년 1월 11일 창립한 시상식이다. 수상자는 관계자와 주최사의 의견, 팬 투표 등으로 결정된다. 2017 로드 FC 어워즈에서는 로드 FC의 역사에서 범접할 수 없는 위대한 업적을 남긴 선수 및 공로자에게 시상하는 명예의 전당 로드맨 부문이 추가됐고, 2018 로드 FC 어워즈에서는 로드 FC 우수사원상, 올해의 심판 부문도 추가됐다. 2018년 로드 FC 어워즈에서 김대환 대표는 앞으로 매 해 12월 공식적으로 로드 FC 어워즈를 개최하겠다고 발표했다.

## 목록
| # | 어워즈명            | 날짜             | 장소                                                 |
| - | ------------------- | ---------------- | ---------------------------------------------------- |
| 7 | 2018 로드 FC 어워즈 | 2018년 12월 15일 | 그랜드힐튼서울 컨벤션센터 그랜드볼룸                 |
| 6 | 2017 로드 FC 어워즈 | 2017년 12월 23일 | 그랜드힐튼서울 컨벤션센터 그랜드볼룸                 |
| 5 | 2016 로드 FC 어워즈 | 2016년 12월 20일 | 서울 여의도 글래드호텔 그랜드볼룸                    |
| 4 | 2015 로드 FC 어워즈 | 2015년 12월 30일 | 로드 FC 공식 페이스북/유튜브 채널을 통한 수상자 발표 |
| 3 | 2014 로드 FC 어워즈 | 2014년 12월 20일 | 서울 여의도 글래드호텔 그랜드볼룸                    |
| 2 | 2013 로드 FC 어워즈 | 2013년 12월 30일 | 로드 FC 공식 페이스북/유튜브 채널을 통한 수상자 발표 |
| 1 | 2012 로드 FC 어워즈 | 2013년 1월 11일  | 로드 FC 공식 페이스북/유튜브 채널을 통한 수상자 발표 |

## 2018 로드 FC 어워즈
- 개최장소 : 서울특별시 홍은동 그랜드힐튼서울 컨벤션센터 그랜드볼룸
- 개최일 : 2018년 12월 15일
- 사회 : 윤형빈, 안하늬
- 방송채널 : SPO TV

### 부문별 수상자
| 부문                    | 수상자                                           |
| ----------------------- | ------------------------------------------------ |
| 올해의 최고 선수        | 최무겸                                           |
| 기자단 선정 최우수 선수 | 이정영                                           |
| 올해의 KO               | 함서희 (vs. 진 유 프레이)                        |
| 올해의 서브미션         | 유재남 (vs. 한이문)                              |
| 올해의 신인             | 미첼 페레이라                                    |
| 올해의 심판             | 임태욱                                           |
| 최고의 얼라이언스 짐    | 강한팀양스, 티엠짐, 팀락온, 중앙무예스쿨, 정도관 |
| 로드 FC 우수사원상      | 권정음                                           |

## 2017 로드 FC 어워즈
- 개최장소 : 서울특별시 홍은동 그랜드힐튼서울 컨벤션센터 그랜드볼룸
- 개최일 : 2017년 12월 23일
- 사회 : 김수환, 엄윤주, 윤형빈(보조)
- 방송채널 : MBC스포츠플러스

### 부문별 수상자
| 부문                    | 수상자                        |
| ----------------------- | ----------------------------- |
| 올해의 최고 선수        | 김수철                        |
| 올해의 KO               | 명현만 (vs. 크리스 바넷)      |
| 올해의 신인             | 신동국 (남성부)               |
| 올해의 신인             | 요시코 (여성부)               |
| 올해의 팬들이 뽑은 선수 | 아오르꺼러                    |
| 올해의 팀               | 팀포마                        |
| 올해의 팀               | 팀스트롱울프                  |
| 명예의 전당 로드맨      | 1호 - 정문홍 (로드 FC 창립자) |
| 명예의 전당 로드맨      | 2호 - 홍경호 (굽네치킨 회장)  |

## 2016 로드 FC 어워즈
- 개최장소 : 서울 여의도 글래드호텔 그랜드볼룸
- 개최일 : 2016년 12월 20일
- 사회 : 신용문, 안하늬

### 부문별 수상자
| 부문                    | 수상자                                                    |
| ----------------------- | --------------------------------------------------------- |
| 올해의 최고 선수        | 권아솔 (굽네치킨 상)                                      |
| 기자단 선정 최우수 선수 | 권아솔                                                    |
| 올해의 경기             | 문제훈 (외가천리 사업단 상) VS 김민우 (로드 FC 차이나 상) |
| 올해의 KO               | 난딘에르덴 (vs. 박원식) (동화세상에듀코 상)               |
| 올해의 KO               | 브루노 미란다 (vs. 김승연) (굽네치킨 상)                  |
| 올해의 신인             | 아오르꺼러 (안성축협 상)                                  |
| 올해의 신인             | 김보성 (박상민 부대표 상)                                 |
| 올해의 팀               | 팀피니쉬 (정병원 상)                                      |
| 올해의 팀               | 싸비MMA (지연치과 상)                                     |
| 올해의 팀               | 팀파쉬 (정민우 이사 상)                                   |

## 2015 로드 FC 어워즈
- 로드 FC 공식 페이스북/유튜브 채널을 통한 수상자 발표
- 발표일 : 2015년 12월 30일

### 부문별 수상자
| 부문        | 수상자                       |
| ----------- | ---------------------------- |
| 올해의 경기 | 권아솔 VS 이광희             |
| 올해의 KO   | 카를로스 도요타 (vs. 최홍만) |
| 올해의 신인 | 이예지                       |

## 2014 로드 FC 어워즈
- 개최장소 : 서울 여의도 글래드호텔 그랜드볼룸
- 개최일 : 2014년 12월 20일
- 사회 : 신용문, 안하늬

### 부문별 수상자
| 부문            | 수상자                                       |
| --------------- | -------------------------------------------- |
| 올해의 경기     | 박정교 (정병원 상) VS 김대성 (홍익육개장 상) |
| 올해의 헤드코치 | 양성훈 (굽네치킨 상)                         |
| 올해의 KO       | 윤형빈 (vs. 츠쿠다 다카야) (UFK 상)          |
| 올해의 서브미션 | 김수철 (vs. 다무라 이세이) (박상민 상)       |
| 올해의 신인     | 송가연 (외가천리사업단 상)                   |
| 올해의 팀       | 싸비MMA (대창ENC 상)                         |

## 2013 로드 FC 어워즈
- 로드 FC 공식 페이스북/유튜브 채널을 통한 수상자 발표
- 발표일 : 2013년 12월 30일

### 부문별 수상자
| 부문             | 수상자                             |
| ---------------- | ---------------------------------- |
| 올해의 최고 선수 | 남의철                             |
| 올해의 KO        | 1. 미노와맨 (vs. 김훈)             |
| 올해의 KO        | 2. 이길우 (vs. 문제훈)             |
| 올해의 KO        | 3. 권배용 (vs. 우메다 고스케)      |
| 올해의 서브미션  | 1. 송민종 (vs. 다무라 이세이)      |
| 올해의 서브미션  | 2. 무랏 카잔 (vs. 이형석)          |
| 올해의 서브미션  | 3. 셀리나 하가 (vs. 요시다 마사코) |

## 2012 로드 FC 어워즈
- 로드 FC 공식 페이스북/유튜브 채널을 통한 수상자 발표
- 발표일 : 2013년 1월 11일

### 부문별 수상자
| 부문            | 수상자                     |
| --------------- | -------------------------- |
| 올해의 경기     | 1. 김수철 VS 문제훈        |
| 올해의 경기     | 2. 뷰실 콜로사 VS 남의철   |
| 올해의 경기     | 3. 김재영 VS 멜빈 맨호프   |
| 올해의 KO       | 김종대 (vs. 이둘희)        |
| 올해의 서브미션 | 구메 다카스케 (vs. 김창현) |

## 같이 보기
- 로드 FC 챔피언 목록
- 현 로드 FC 선수 목록
- 로드 FC 대회 목록
- 로드 FC 기록 목록